# Pédagogie PNL
La pédagogie PNL est une méthode d'enseignement issue de la programmation neuro-linguistique. Elle émerge de recherches pragmatiques à partir de l'observation et la modélisation d'élèves brillants pour en retransmettre les savoir-faire et savoir-être à ceux qui en ont besoin.
Elle se caractérise par le travail sur trois aspects : l'estime de soi, les attitudes vis-à-vis de l'effort et des relations, ainsi que sur les stratégies mentales d'apprentissage.

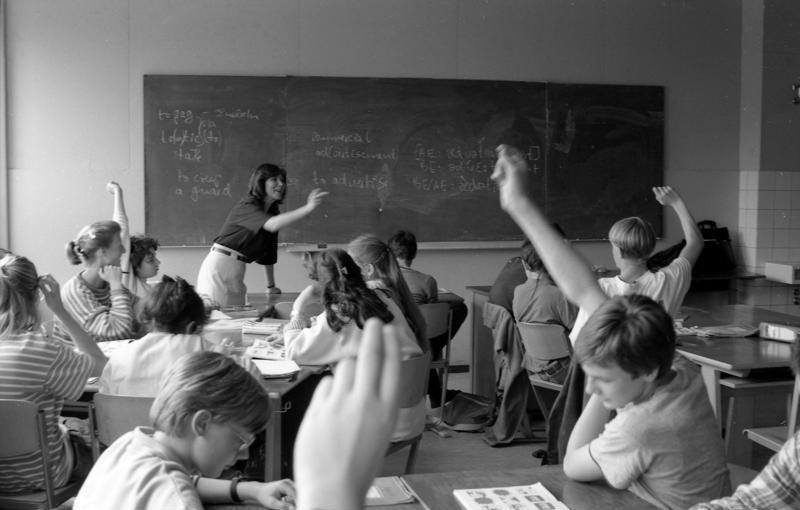
La PNL est utilisée dans le cadre des stratégies d'apprentissages en milieu scolaire.

## Repères historiques
La pédagogie est l'un des premiers objets d'étude de la programmation neuro-linguistique. En effet, dès 1979, dans leur livre Frogs into Princes, Bandler et Grinder donnent une retranscription d'un de leur séminaire dans lequel ils aident une personne à analyser sa stratégie de mémorisation de l'orthographe. Richard Bandler décrit l'apprentissage de l'orthographe comme étant un problème de stratégie mentale, et non pas de canal sensoriel privilégié mais bien plutôt une séquence (une combinaison) de plusieurs opérations sensorielles différentes dans un ordre donné. Il ne suffit donc pas de visualiser mais il faut valider la première opération par une seconde destinée à l'évaluer, ou ici la tester kinesthésiquement. L'usage de la Programmation Neuro-Linguistique dans l'apprentissage a été pendant un temps de demander à chaque enfant de découvrir sa propre stratégie de réussite, c'est-à-dire de lui demander comment il s'y prend quand il réussit. Cette démarche respecte le rythme de l'apprenant et ses choix. Néanmoins, leur meilleure façon de faire peut ne pas être aussi performante qu'il l'espère. Si celle-ci est juste moyenne, alors ils ne pourront pas vraiment s'améliorer. Enfin, la modélisation permet de dégager les grandes lignes des stratégies d'apprentissage.
En 1982, Robert Dilts et Todd Epstein animent le premier séminaire (5 jours au Canada) centré spécifiquement sur les stratégies d'apprentissage. En 1987, le centre de formation New Learning Pathways (États-Unis) propose, en Belgique, un séminaire sur les stratégies d'apprentissage. À partir de l'année suivante, le centre de formation « Inter Actif » se spécialise dans ce domaine en développant une recherche/action systématique sur tous les enseignements (français, mathématiques, histoire, etc.) et à tous les âges. À partir de 1995, Alain Thiry y crée une formation complète (actuellement de 16 jours) spécialisée exclusivement sur ces stratégies PNL d'apprentissage.Celle-ci est la première à obtenir, en 2012, un agrément de NLPNL (fédération des associations des certifiées en PNL) pour le domaine de l'apprentissage. Depuis 2003 et à la suite de cette formation, la première école primaire en Belgique, celle de « Saint Dominique Savio », à Mouscron (école privée et gratuite) applique ces stratégies dans tous les cours avec une population d'enfants en grande difficulté scolaire. L'établissement parvient à faire réussir 90 % d'entre eux lors de l'examen de fin primaire, le certificat d'étude de base (« CEB »), examen organisé par la communauté française de Belgique, et proche du Baccalauréat français, mais pour les primaires. La pédagogie PNL se manifeste à travers deux aspects majeurs : le relationnel et l'apprentissage cognitif.

## Relationnel, attitudes et estime de soi
L'aspect relationnel est guidé par les présupposés PNL et par le fait d'éviter les confusions de niveaux logiques. Par exemple, que ce soit entre enfants ou entre enseignants et enfants, le présupposé résumé par la phrase « La carte n'est pas le territoire » invite chacun à accepter l'autre dans sa différence et à nuancer ses croyances limitantes. L'autre présupposé : « Il n'y a pas d'échec, il n'y a que du feedback » rappelle à chacun que faire une erreur n'a aucune importance mais que la seule chose qui compte c'est comment faire pour ne plus jamais faire cette même erreur et, donc, d'apprendre. Pour les intervenants pédagogiques en PNL, les tâches données aux apprenants devraient être choisies, adaptées et organisées en une séquence croissante en difficulté de telle manière que chaque apprenant puisse réussir et donc maintienne son estime de soi et sa motivation. Les niveaux logiques expliquent qu'un apprenant n'est pas son comportement ou son niveau de compétence actuel, mais qu'il a les compétences qu'il a déjà et peut apprendre celles qu'il décide d'avoir. Ceci crée un climat d'accueil, de respect, de soutien et de responsabilisation, cadre proprice aux apprentissages scolaires.

## Aspect cognitif des apprentissages
Trois démarches coexistent dans l'usage de la PNL dans le domaine de la pédagogie. Une première serait de tenir compte des méta-programmes que l'apprenant utilise, l'enseignant devant s'y adapter. Une seconde reposerait sur la modélisation de la meilleure stratégie que l'apprenant utilise et invitant celui-ci, après cette prise de conscience, à étudier dorénavant toujours de cette manière là. Une troisième, décrite dès les débuts de la PNL par les concepteurs, est centrée sur la modélisation des stratégies d'apprentissage d'élèves excellents pour les retransmettre aux élèves en difficulté, dans une logique d'adoption des « meilleures pratiques ».

### Attitudes mentales privilégiées
Certains praticiens utilisent le modèle des canaux sensoriels privilégiés pour la pédagogie. Ils prônent l'idée selon laquelle l'enseignant doit tenir compte et adapter de fait sa pédagogie au canal perceptif privilégié de l'apprenant : montrer s'il est visuel, expliquer s'il est auditif, faire manipuler s'il est kinesthésique. Cette position est proche de la gestion mentale d'Antoine de La Garanderie qui veut qu'un enfant soit visuel ou auditif et qu'il apprendra d'autant plus facilement que l'enseignant s'y adapte. Ce modèle est également proche de la méthode multisensorielle issue des expérimentations en sciences cognitives, et qui consiste à proposer à l'enseignant d'utiliser dans ses leçons tous les canaux sensoriels. Cependant, certains PNListes considèrent l'approche des canaux sensoriels privilégiés comme un piège, car il enferme l'élève dans une pratique d'apprentissage figée.

### Exploration de ses propres processus mentaux
D'autres praticiens PNL utilisent une démarche d'échanges avec l'enfant et d'observation de redondances dans sa manière d'apprendre dans des domaines où il réussit. L'objectif étant d'aider l'enfant à prendre conscience de ses processus cognitifs sur base de sensorialité, dans le but qu'il puisse les reproduire dans des matières qui lui sont plus difficiles. Cette démarche respecte le rythme de l'apprenant. Celui-ci se sentira écouté et la relation s'en ressentira. Néanmoins, le piège pourrait être de modéliser une stratégie qui soit seulement "moyenne" et qui limiterait ainsi dans les apprentissages futurs.

### Modélisation des élèves brillants

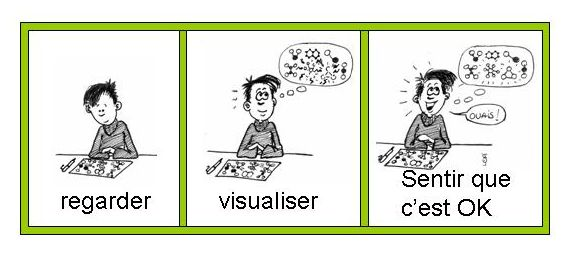
Un exemple de stratégie mentale étudiée par la Programmation Neuro-Linguistique : la stratégie de mémorisation d'une leçon.

Une troisième démarche repose sur la modélisation des stratégies des élèves brillants. Ceux-ci ont tendance à faire les mêmes opérations mentales face à une même tâche scolaire, comme pour mémoriser l'orthographe d'un mot. Visualiser le mot (c'est le « visuel remémoré ») puis le ressentir comme juste (« contrôle kinesthésique ») est un exemple de stratégie plus efficace que celle d'épeler auditivement. Néanmoins, les apprenants ne suivent pas toujours les mêmes opérations. Celles-ci changent en fonction de la tâche, ce qui a permis de distinguer chez eux cinq outils mentaux : comprendre, mémoriser, réfléchir, prononcer, transférer. Dans cette démarche, on invite les jeunes à adopter les manières d'apprendre des meilleurs, en s'adaptant par conséquent à la tâche. Se sont ensuivies de nombreuses expérimentations empiriques dans des classes de tout âge pour tester ces cinq stratégies mentales et ce dans toutes les matières. Mémoriser un mot d'orthographe, une formule de mathématique, ou 50 pages d'histoire nécessitent une mise en œuvre à chaque fois différente, même si ce sont toujours les mêmes cinq stratégies fondamentales. 

#### Stratégie de compréhension
À la lecture d'un texte ou à l'écoute d'une explication, un élève peut : soit utiliser une boucle auditive dans laquelle il cherche à garder à l'esprit les mots employés, soit transformer ce qui est dit en une schématisation visuelle représentant le sens du discours. Pour les intervenants pédagogiques en PNL, seule cette dernière permet d'approcher une vraie compréhension. Ils distinguent trois types de problèmes de compréhension : les enfants qui ne savent pas qu'il faut chercher à visualiser ce qui est dit, les enfants qui n'ont pas acquis les bases de la matière qui leur est expliquée, les enfants qui ne savent pas combiner visuellement différentes idées (argumentation).

#### Stratégie de mémorisation
L'exploration phénoménologique d'apprenants ayant une bonne orthographe a mis en lumière l'importance dès la perception d'un nouveau mot d'une opération mentale visuelle remémorée suivie d'un contrôle kinesthésique. Aujourd'hui, on peut guider un jeune dans cette stratégie pour qu'il intègre également une bonne orthographe. L'apprenant pourra ensuite généraliser cette stratégie pour mémoriser tout ce qu'il décidera.
François Loiselle a décrit dans sa thèse (L'effet de l'emplacement des yeux sur la mémorisation orthographique, dirigée par Renaud LeBlanc, Université de Moncton, Canada, 1985) l'expérimentation qu'il a réalisée sur ce modèle en répartissant des personnes en 4 groupes. Au premier, il a demandé de visualiser en haut à leur gauche une série de mots présentés. Au second, visualiser en bas à droite. Le troisième n'a reçu pour toute consigne d'« étudier » et un quatrième de simplement « visualiser ». Ses résultats ont montré que le groupe qui était invité à visualiser en haut à leur gauche, ont une performance nettement supérieure aux autres groupes et maintiennent leur acquis après l'expérience.
Cette stratégie nécessite également une procédure de révisions espacées.

#### Stratégie de réflexion
Ce que les intervenants pédagogiques en PNL appellent la stratégie de réflexion n'est en fait que le déclencheur de la réflexion. Ils proposent de veiller au contenu du dialogue interne. Ils considèrent celui-ci comme efficace lorsque l'enfant se pose des questions qui invitent à visualiser des liens entre différents éléments logiques. Par contre, le piège serait de se lancer dans la réflexion alors que la compréhension de ce qui est dit par l'enseignant n'est pas terminée. L'exemple le plus frappant étant les enfants qui n'ont pas encore compris complètement la consigne d'un problème et qui réfléchissent déjà pour le résoudre.

#### Stratégie de prononciation
Stratégie nécessaire dans l'apprentissage des langues étrangères, son nom dans le jargon PNL est « stratégie d'intégration visuelle/auditive ». Cette stratégie est constituée d'une opération visuelle remémorée, suivie de deux auditives (remémorée puis construite) pour terminer par un test kinesthésique. Elle attire l'attention sur l'importance d'une opération auditive remémorée et non sur un dialogue interne, c'est-à-dire réentendre le professeur avec sa voix et son accent et non pas se répéter mentalement ce qu'on croit avoir entendu.

#### Stratégie de transfert
La stratégie de transfert sert à pouvoir avoir accès aux compétences acquises dans un autre contexte que celui du moment de l'étude. Par exemple, penser à utiliser des compétences acquises au cours de mathématique dans le cours de physique ou encore avoir accès au vocabulaire appris dans sa chambre lors d'un voyage à Londres. Cette stratégie correspond à ce que les intervenants en PNL appelle un « pont vers le futur ». C'est, à la fin de l'étude d'une leçon, le fait de s'imaginer dans un futur utilisant l'information apprise.

## Séquence des actions pédagogiques

### Intégration des stratégies
La seule façon d'intégrer une stratégie mentale est de « passer dedans » plusieurs fois d'affilée. Trois étapes sont à distinguer : l'« installation » — expérimenter la stratégie, apprendre à réaliser la séquence d'opérations mentales nécessaires avec une matière d'un niveau qui lui est facile, puis l'« entraînement » — s'entraîner avec une matière qui est de son niveau réel, pour ensuite passer à l'« utilisation » — pouvoir utiliser ces stratégies sur les nouvelles matières.

### Séquence dans une leçon
Lorsque tous les enfants d'une classe ont intégré les stratégies nécessaires, l'enseignant peut les utiliser au travers des leçons qu'il donne. C'est l'étape d'utilisation de toutes les stratégies intégrées.
1. Accroche motivationnelle. Révision rapide des prérequis. Description des objectifs de la nouvelle notion et en quoi celle-ci leur sera utile.
2. Exposé théorique suivi d'une visualisation et schématisation collective (échange sur la pertinence et l'aspect complet de cette schématisation).
3. Mémorisation de la synthèse graphique[25].
4. Réflexion sur les liens possibles avec d'autres connaissances[26].
5. Expression verbale ou écrite[27].
6. Pont vers le futur (s'imaginer utilisant dans le futur les connaissances acquises)[23].
7. Sans oublier une séquence de révision[28].